# Brain Anatomical Analysis using Diffeomorphic deformation
Brain Anatomical Analysis using Diffeomorphic deformation(略称 BAAD)はstatistical parametric mapping (SPM) を基に開発されたvoxel-based morphometry (VBM)の手法に、機械学習を導入して様々な疾患の診断支援を脳の磁気共鳴画像(MRI)から行う人工知能搭載ソフト。滋賀医科大学で開発された。

## 概要
VBMは、脳の磁気共鳴画像(MRI)から、脳の局所的な体積の減少や増加を統計学的手法によってボクセル単位で計算する。ボクセルごとに計算するため、萎縮部位や肥大化部位を脳の3次元画像として示すことができる。アルツハイマー病では、脳の萎縮が海馬を含む側頭葉内側から側頭頭頂連合野に出現するが、BAADに搭載されているAIは、アルツハイマー病のこのような脳萎縮の広がりを検知し、スコア化する。BAADではアルツハイマー病発症前の軽度認知障害(MCI)の段階で人工知能の訓練も実施していることから、将来、アルツハイマー病になるかを予測することもできる。
早期アルツハイマー型痴呆診断支援システム(VSRAD)との違いは、VSRADは海馬体の周辺にあたる嗅内野を含むいわゆる海馬傍回付近の関心領域(ROI)の萎縮の程度をZ値で提示しているのに対し、BAADは数百の関心領域の萎縮度を機械学習の1つであるサポートベクターマシンで解析することで、バリエーションのあるアルツハイマー病の萎縮パターンにも対応させている。数多くの関心領域からの情報を機械学習を介してスコア化することによって得られた複雑な情報を単純化している。BAADが提示するアルツハイマー病スコア(ADS)とは、サポートベクターマシンにおける高次元空間である特徴量空間(feature space)における識別境界までの距離をシグモイド変換して0～1の範囲で提示するもので、0.5を超えるとアルツハイマー病の側に分類される設定となっている。北米のADNIデータベースから抽出した200例のMRIの画像診断において、BAADは放射線科医の診断能力を上回る成績であった。機械学習の訓練は北米のAlzheimer’s Disease Neuroimaging Initiative(ADNI)のデータベースを用いて実施されたものであるが、日本人集団におけるBAAD-AIの有用性の報告もされている。